# Paulus de Gomiecourt
Paulus de Gomiecourt (Maastricht, 4 december 1588 - Veurne, 12 september 1653) was de 45ste abt van de Sint-Niklaasabdij in Veurne.

## Levensloop
Paulus de Gomiecourt was een zoon van Pieter de Gomiecourt en van Anna de Vos.
Hij trad binnen in de Sint-Niklaasabdij en legde in 1608 zijn geloften af. Hij werd econoom en prior van de abdij. In 1631 werd hij pastoor van de Onze-Lieve-Vrouwekerk in Houtem.
Hij werd tot abt benoemd door aartshertog Ferdinand van Oostenrijk en op 22 maart 1637 door bisschop Jansenius gewijd. Hij vervulde dit ambt tot aan zijn dood.
In 1653 richtte hij een college op in Nieuwpoort.
Net als zijn voorganger was hij grote promotor van onderwijs en studie. Tijdens zijn bestuur maakte Pieter de Waghenaere deel uit van de gemeenschap. Hij studeerde in Dowaai en werd later benoemd als leraar der poësis in het college van Veurne. Naderhand werd hij prior van de abdij. Hij publiceerde verschillende werken waarvan een aantal terug te vinden zijn in de universiteitsbibliotheek van Gent.

## Externe link

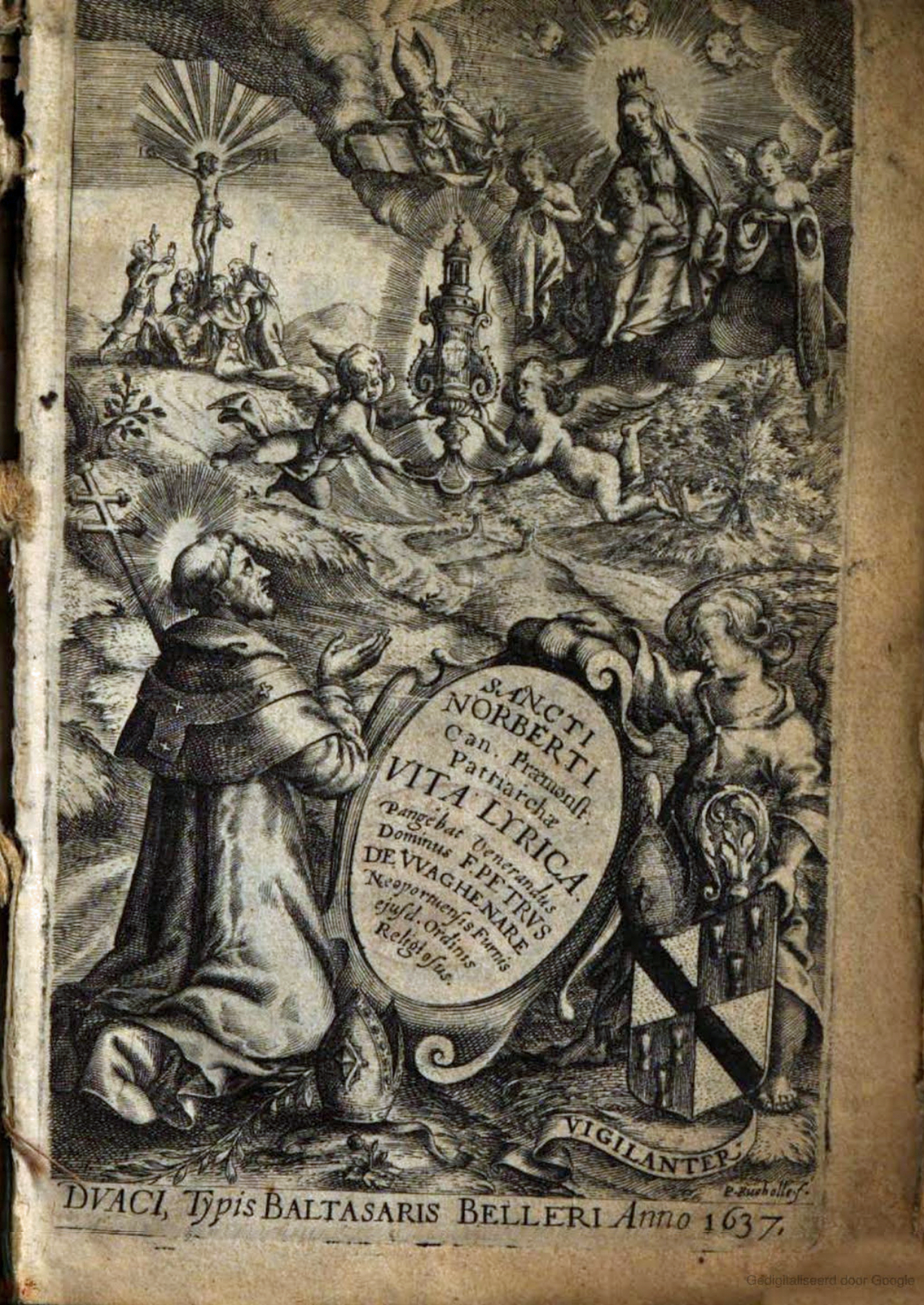
Petrus De Waghenaere "Sancti Norberti Vita Lyrica", onderaan rechts het wapen van de abt